# Campeonato Uruguaio de Futebol de 1917
O Campeonato Uruguaio de Futebol de 1917 consistiu em uma competição com dois turnos, no sistema de todos contra todos. O campeão foi o Nacional, que conquistou o torneio de forma invicta.

## Classificação[1]
| Pos | Equipe               | Pts | J  | V  | E | D  | GP | GC | SG  |
| --- | -------------------- | --- | -- | -- | - | -- | -- | -- | --- |
| 1°  | Nacional             | 34  | 18 | 16 | 2 | 0  | 47 | 3  | 44  |
| 2°  | Peñarol              | 30  | 18 | 14 | 2 | 2  | 31 | 12 | 19  |
| 3°  | Universal            | 21  | 18 | 8  | 5 | 5  | 24 | 18 | 6   |
| 4°  | Montevideo Wanderers | 19  | 18 | 6  | 5 | 7  | 17 | 16 | 1   |
| 5°  | River Plate FC       | 15  | 18 | 5  | 5 | 8  | 18 | 27 | -9  |
| 6°  | Dublin               | 14  | 18 | 6  | 2 | 10 | 22 | 28 | -6  |
| 7°  | Central              | 14  | 18 | 4  | 6 | 8  | 14 | 23 | -9  |
| 8°  | Charley              | 13  | 18 | 5  | 3 | 10 | 11 | 24 | -13 |
| 9°  | Reformers            | 11  | 18 | 3  | 5 | 10 | 9  | 23 | -14 |
| 10° | Defensor             | 11  | 18 | 2  | 7 | 9  | 9  | 28 | -19 |

|  | Campeão.   |
|  | Rebaixado. |

Promovido para a próxima temporada: Misiones.
| Campeonato Uruguaio de 1917  |
| ---------------------------- |
| Nacional Campeão (6º título) |